# Buarcos e São Julião
Buarcos e São Julião es una freguesia portuguesa del municipio de Figueira da Foz, distrito de Coímbra.

## Historia
Fue creada el 28 de enero de 2013 con el nombre de Buarcos en aplicación de una resolución de la Asamblea de la República de Portugal promulgada el 16 de enero de 2013 con la unión de las freguesias de Buarcos y São Julião da Figueira da Foz, pasando su sede a estar situada en la antigua freguesia de Buarcos. Esta denominación se mantuvo hasta el 10 de agosto de 2015 que pasó a su actual nombre en aplicación de la Ley n.º 87/2015 que modificaba su denominación.

## Demografía
| Gráfica de evolución demográfica de Buarcos e São Julião entre 2011 y 2021 |
|                                                                            |
| Datos según el nomenclátor publicado por el INE portugués.                 |